# Апопи
Апопи (също Апепи или Ипепи) е фараон на Долен Египет от хиксоската XV династия, управлявал около 1575 – 1540 година пр. Хр., в края на Втория преходен период.
Апопи, изглежда, узурпира трона след смъртта на своя предшественик Хиан, отстранявайки наследника му Янаси. Той, изглежда, произлиза от Ханаан и според по-късни древноегипетски източници е монотеист, приемащ Сет като единствен Бог. Управлява пряко Долен Египет, но изглежда, поне в началото на управлението си контролира и Горен Египет, където като негови васали управляват фараони от XVII династия.
Апопи е наследен от Хамуди, последния владетел от XV династия.